# Henry Baker Tristram
Henry Baker Tristram (11 de mayo de 1822 - 8 de marzo de 1906) fue un reverendo inglés, además de explorador y naturalista, estudioso de la Biblia, geólogo y ornitólogo.
Tristram nació en la parroquia de Eglingham, cerca de Alnwick (Northumberland), y estudió en la Durham School y el Lincoln College de Oxford. En 1846 fue ordenado sacerdote y, tras enfermar de tuberculosis, se vio forzado a vivir en el extranjero para velar por su salud. 
Fue secretario del gobernador de Bermudas entre 1847 y 1849; exploró posteriormente el desierto del Sahara, y en 1858 visitó Palestina, regresando también en 1863 y 1872, para realizar observaciones de historia natural y ubicar localidades de las Escrituras, visitando asimismo la fortaleza de Masada.
En 1873 fue designado canónigo de la catedral de Durham. En 1881 viajó de nuevo a Oriente Próximo, visitando Palestina, el Líbano, Mesopotamia y Armenia. También realizó un viaje a Japón para visitar a su hija Katherine, misionera destinada en Osaka.
Tristram fue fundador y miembro original de la British Ornithologists' Union, y nombrado miembro de la Royal Society en 1868. Sus viajes y contactos le permitieron acumular una gran colección de plumajes de aves, que vendió al Museo de Liverpool.
Algunas publicaciones importantes de Tristram son: El gran Sáhara (1860), La Tierra de Israel, un diario de viajes con referencia a su historia física (1865), La historia natural de la Biblia (1867), Las hijas de Siria (1872), La tierra de Moab (1874), Senderos de Palestina (1882), La fauna y flora de Palestina (1884), Costumbres orientales en las tierras de la Biblia (1894) y Paseos en Japón (1895).
Varias especies de aves llevan su nombre en su honor, como el estornino de Tristram, el carpintero de Tristram, el serín de Tristram, el petrel de Tristram y la curruca de Tristam.
- La abreviatura «Tristram» se emplea para indicar a Henry Baker Tristram como autoridad en la descripción y clasificación científica de los vegetales.[1]

## Abreviatura (zoología)
La abreviatura Tristram  se emplea para indicar a Henry Baker Tristram como autoridad en la descripción y taxonomía en zoología.